# 大萼杜鹃
大萼杜鹃（学名：Rhododendron megacalyx）为杜鹃花科杜鹃花属下的一个种。

## 扩展阅读
- 維基物種上的相關：大萼杜鹃